# 多摩川橋梁 (中央本線)
多摩川橋梁（たまがわきょうりょう）は、東京都立川市と日野市の境界にある多摩川に架かる東日本旅客鉄道（JR東日本）中央本線の鉄道橋である。

## 概要
甲武鉄道（現在のJR中央本線）の立川駅 - 八王子駅間の延伸工事に伴って1889年（明治22年）に完成し、8月11日より供用開始した。立川駅 - 日野駅間の多摩川に架かる全長444.0mの橋梁である。
建設当初は単線用の全長418.7mの橋梁であったが、1937年（昭和12年）に立川駅 - 豊田駅間の複線化に伴い、建設当初からの橋梁を上り線用とし、多摩川下流側に下り線用の橋梁を新たに架設した。
上り線用の橋脚は、一部コンクリート造に変えられてはいるが、煉瓦の楕円形橋脚であるのが特徴である。

## 諸元
- 種別 - 鋼および錬鉄鉄道橋
- 形式 - 上路式プレートガーダー
- 橋長 - 444.0m
- 径間数 - 19径間
- 支間 - 1連：22.30m + 2-19連：22.15m
- 線数 - 単線並列
- 活荷重 - KS-18（補強後）
- 竣工 - 上り線：1889年（明治22年）、下り線：1937年（昭和12年）
- 施主 - 甲武鉄道
- 橋梁設計 - 官設鉄道
- 橋桁製作 -